# Latvijas dzelzceļš
Latvijas dzelzceļš (Letlands jernvej), forkortet LDz, er det statsejede jernbaneselskab i Letland. Selskabet er organiseret som et aktieselskab der er helejet af den lettiske stat, og havde i 2009 7.112 ansatte i gennemsnit. Selskabet Latvijas dzelzceļš er eneste ejer af fire datterselskaber: LDz Cargo (person- og godstransport – cirka 3.000 ansatte), LDz infrastruktūra (infrastruktur – 467 ansatte), LDz ritošā sastāva serviss (vedligehold af rullende materiel – 1.470 ansatte) og LDz apsardze (sikkerhed – 399 ansatte). Omsætningen i Latvijas dzelzceļš beløb sig i 2009 til 284,826 millioner lats, og virksomheden kom ud med et resultat på 5,850 millioner lats efter skat.